# Piton des Neiges
Pour les articles homonymes, voir Piton (homonymie) et Piton des Neiges (fromage).

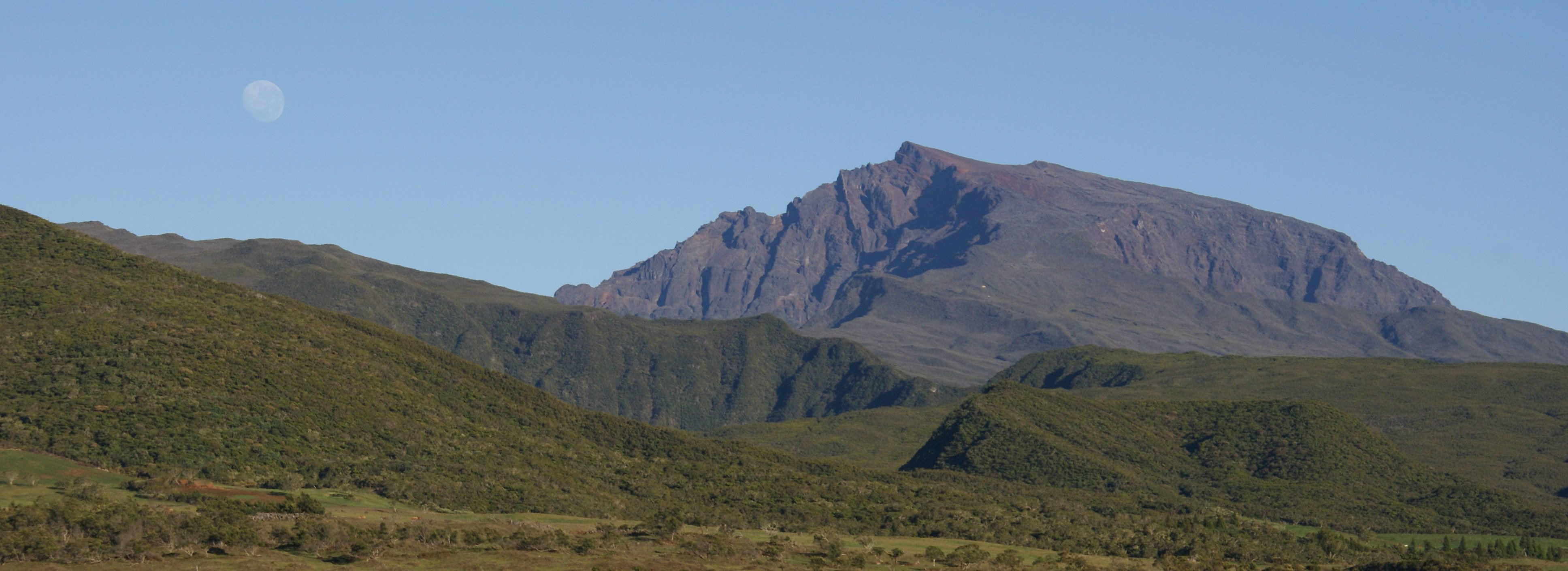
Vue du piton des Neiges, point culminant de l’île de La Réunion et de l’archipel des Mascareignes. Inactif depuis plus de 12000 ans, il est à l’origine de la formation de l’île.

Animation représentant le piton des Neiges en trois dimensions.

Le piton des Neiges est le point culminant de l'île de La Réunion (France), à 3 070 mètres d'altitude. Il est parfois considéré comme le point culminant de l'océan Indien.
Il marque le sommet d'un édifice volcanique, le massif du Piton des Neiges, qui occupe les trois cinquièmes de la surface de l'île, avec un diamètre au niveau de la mer d'environ cinquante kilomètres.
Ce volcan serait né il y a au moins cinq millions d'années pour émerger de l'océan Indien il y a probablement plus de trois millions d'années, donnant ainsi naissance à l'île de La Réunion. C'est un volcan complexe largement érodé, il n'est aujourd'hui plus en activité depuis plus de 12 000 ans.

## Toponymie
Malgré son nom et la fraîcheur des températures en altitude, le piton des Neiges ne porte pas de neiges éternelles. Les chutes de neige y sont d'ailleurs très rares, brèves et souvent masquées par le mauvais temps. Il est ainsi exceptionnel que l'on puisse observer le sommet enneigé. La montagne fut d'abord connue comme celles « des trois Salazes », mais il est possible que l'événement que constitua l'épisode d'enneigement de 1735 lui ait ensuite conféré son nom de piton des Neiges.

## Géographie

### Situation
Le piton des Neiges se situe dans le centre de l'île de La Réunion, au sud du cirque de Salazie, au nord du cirque de Cilaos et au sud-est du cirque de Mafate. Culminant à 3 070 mètres d'altitude, il est le point culminant des Mascareignes et fait de La Réunion, la 17e plus haute île de la Terre.
La limite administrative entre les communes de Cilaos et de Salazie passe par le sommet du piton des Neiges.
Le piton des Neiges est entaillé par trois importantes dépressions : les cirques de Mafate (au nord-ouest), de Salazie (au nord-est) et Cilaos (au sud). Ces cirques sont le résultat conjugué de l'affaissement des chambres magmatiques de l'ancien cratère et de l'érosion due aux fortes précipitations que connaît l'île de la Réunion. On compte une quatrième dépression située à l'est : le cirque des Marsouins, qui a été comblée lors des dernières phases éruptives du piton des Neiges et aujourd'hui recouvert par les forêts de Bébour et de Bélouve.

### Géologie
L'histoire géologique du piton des Neiges s'inscrit dans celle plus large du massif, et au-delà, dans celle de la formation de l'île de La Réunion qui est issue du point chaud qui donna auparavant naissance aux trapps du Deccan en Inde, aux archipels des Maldives et des Chagos, à Rodrigues et à l'île Maurice.
Les scientifiques s'accordent en général à considérer deux grandes phases constructives.
La première correspond à la formation d'un volcan bouclier qui a établi les fondations du piton des Neiges. Cette phase s'est déroulée depuis l'émission, il y a cinq à sept millions d'années, des premières laves qui percèrent la croûte océanique du fond de l'océan Indien, jusqu'à environ 450 000 ans avant l'époque présente. Les plus vieilles roches terrestres qui ont pu être datées sont âgées de 2,1 millions d'années. On estime donc, pour tenir compte du temps de mise en place des roches internes de l'île, que le volcan a pu émerger de l'océan il y a environ trois millions d'années.
La seconde phase correspond, après une possible période de repos ou de transition, à un stade de volcanisme différencié parfois qualifié de « stade de stratovolcan » même si ce terme est quelque peu abusif pour désigner l'émission de laves trachytiques et l'apparition de phénomènes explosifs en fin de vie d'un volcan de point chaud intraocéanique. Cette phase s'est déroulée, selon les auteurs, depuis 450 000 à 340 000 ans jusqu'aux dernières manifestations éruptives, il y a 29 000 à 12 000 ans. Les reliefs actuels, notamment le piton des Neiges proprement dit et les cirques, se sont mis en place au cours de cette phase.
Une grande partie de l'histoire géologique du piton des Neiges demeure cependant encore mal connue. Il a manifestement connu des épisodes de déstabilisation soudaine ayant entraîné des effondrements cataclysmiques et de grandes avalanches de débris. Le sommet actuel pourrait alors n'être que le résidu d'une montagne beaucoup plus élevée qui aurait pu dépasser 4 500 m d'altitude. Le centre du volcan se trouverait ainsi au niveau du Gros Morne comme en témoignent les nombreux necks qui y ont été identifiés, le piton des Neiges n'étant alors qu'une planèze. C'est par exemple ce que tente de déceler et de comprendre, par le prélèvement et l'analyse de pseudotachylites, une récente expédition scientifique partie le 26 octobre 2009 à l'assaut des falaises et des canyons abrupts de la face est du piton des Neiges,.

### Climat
Les températures au sommet sont fraîches, mais les épisodes neigeux n'y sont pas fréquents, avec une moyenne approximative d'un jour de neige tous les trois ans. Dans les années récentes, il s'en est produit :
- en août 2003, importantes précipitations neigeuses ;
- le 10 octobre 2006, au même moment qu'une éruption du piton de la Fournaise, le cratère Dolomieu ayant lui aussi été enneigé ;
- le 27 septembre 2007 ;
- le 4 juin 2013, sous la forme de granules de glace favorisés par les précipitations, une couverture nuageuse homogène et des vents de 100 km/h ayant fait remonter les nuages qui dans leur partie haute atteignaient –2 à −3 °C[13].

## Environnement

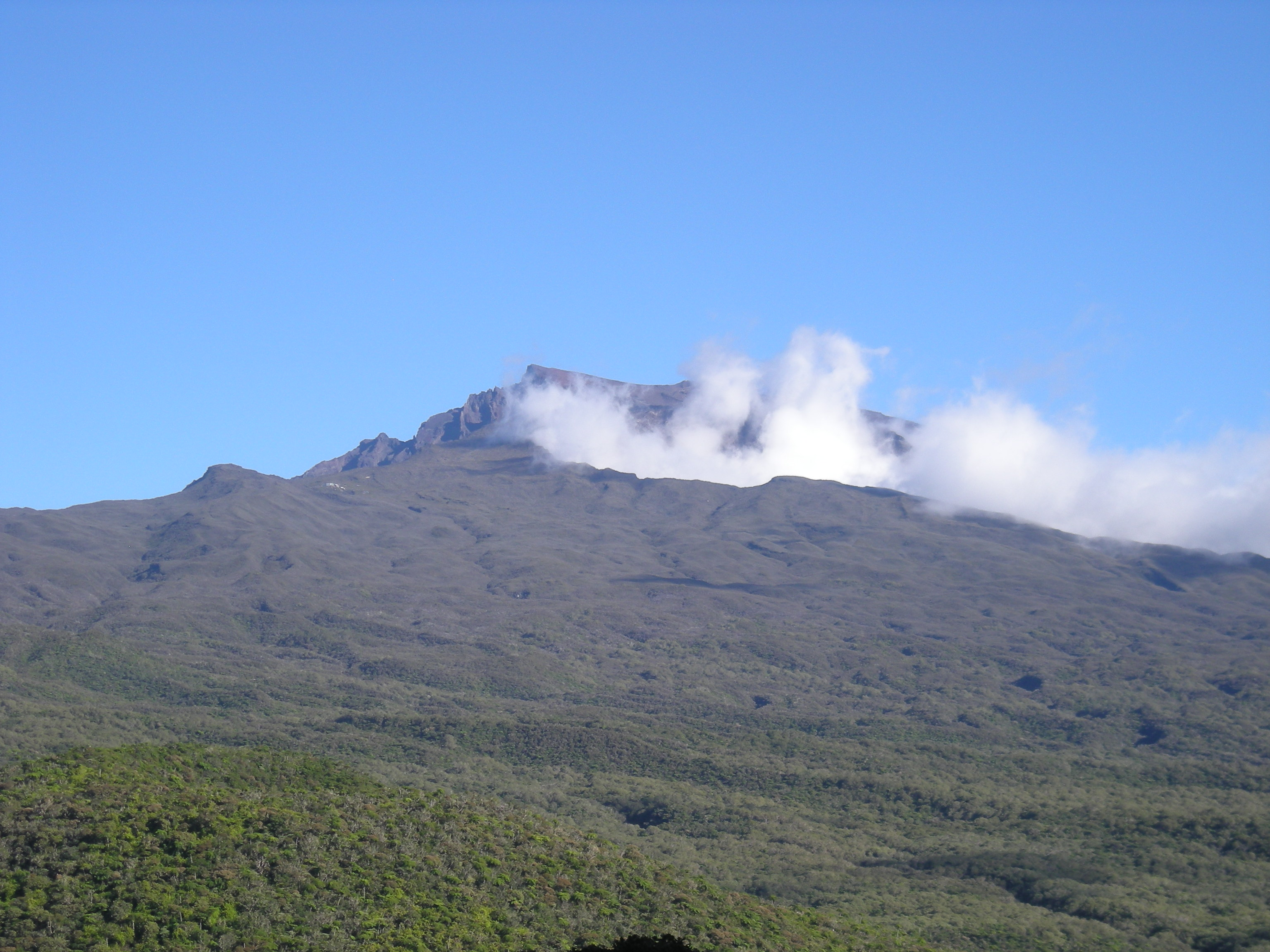
Vue du piton des Neiges depuis le col de Bébour.

Les escarpements sommitaux du piton des Neiges sont des zones de nidification des pétrels de Barau, une espèce d'oiseau marin endémique de l'île de La Réunion. Ceux-ci sont présents chaque année depuis le retour des premiers adultes à la fin du mois d'août jusqu'à l'envol des jeunes d'avril à la fin mai. Les pétrels de Barau creusent des terriers sous les rochers ou dans l'humus. C'est au fond du terrier que l'œuf unique est pondu, couvé puis que le poussin se développe alimenté par ses parents qui effectuent de multiples allers-retours entre le sommet de l'île et la mer où ils vont pêcher leurs proies nourricières.
Les deux seuls sites actuels de reproduction de cette espèce se situent autour du piton des Neiges et autour du Grand Bénare. Ces zones bénéficient depuis 2001 d'une protection d'arrêté de biotope. Les populations de pétrels de Barau demeurent néanmoins très menacées par les rats et de manière encore plus critique par les chats, prédateurs introduits par l'Homme et contre lesquels les oiseaux dans leurs terriers n'ont aucune défense.

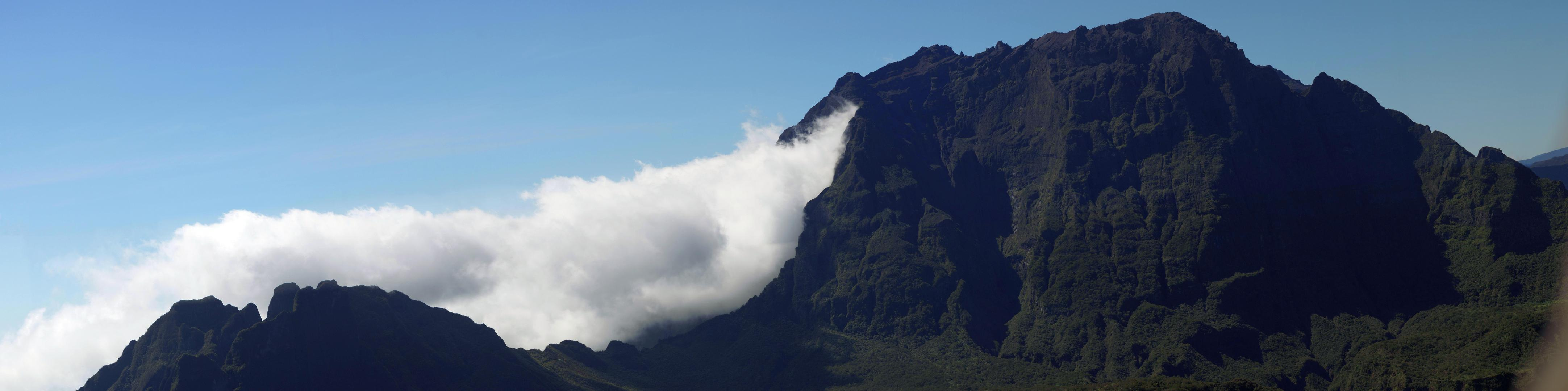
Panorama du piton des Neiges depuis le Maïdo.

## Tourisme

### Ascension
L'ascension du piton des Neiges peut se faire depuis Salazie, Cilaos ou la plaine des Cafres. Trois sentiers convergent depuis ces points de départ jusqu'au gîte du Piton des Neiges, refuge en contrebas du sommet.
Depuis Salazie : à Hell-Bourg, il faut prendre le sentier qui débute derrière le stade puis monte à Terre-Plate et arrive au cap Anglais sur le plateau de Bélouve-Bébour. De là, on se dirige vers la caverne Dufour. Le sentier traverse des forêts de cryptomérias du Japon.
Depuis Cilaos : il faut d'abord traverser la forêt du Grand Matarum avant d'atteindre la caverne Dufour et son gîte hors de toute végétation notable. C'est le chemin le plus court mais le plus éprouvant.
Depuis la plaine des Cafres : départ à Mare à Boue (route bétonnée avant le col de Bellevue) puis direction vers le coteau Maigre et le coteau Kerveguen. Comme son nom l'indique, ce chemin est très humide, du fait de l'exposition du coteau plein est. Il est long mais facile et sauvage.
Ensuite, depuis le refuge de la caverne Dufour, il reste encore 600 mètres de dénivelé à parcourir sur un terrain rocheux. Il est habituel de quitter le refuge vers 3 heures du matin pour arriver au sommet aux premières lueurs du soleil, vers 6 heures. Ceci permet notamment d'observer dans la direction opposée au soleil, l'ombre triangulaire typique des sommets.

Quelques vues sur le piton des Neiges
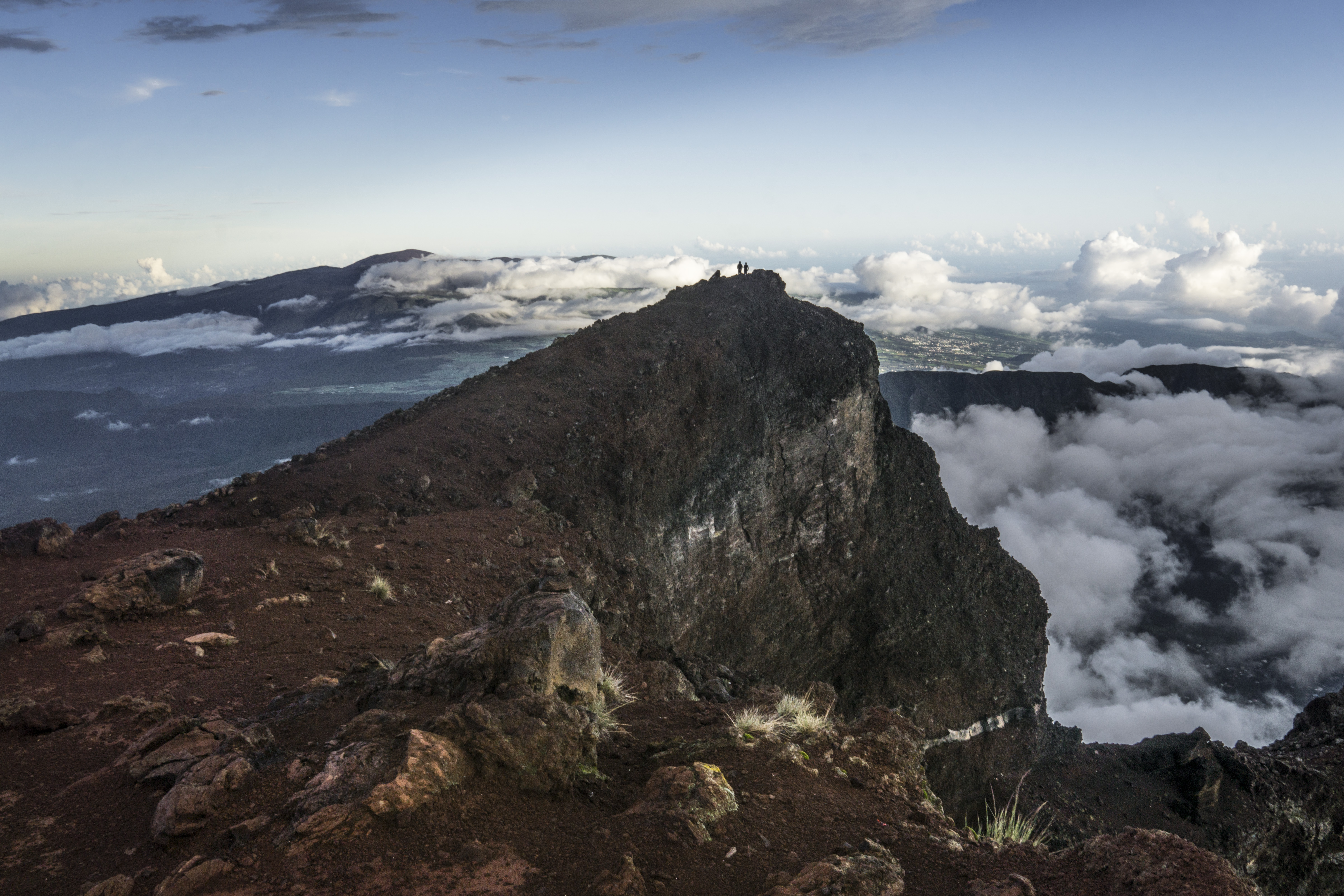
Depuis la crête orientale.
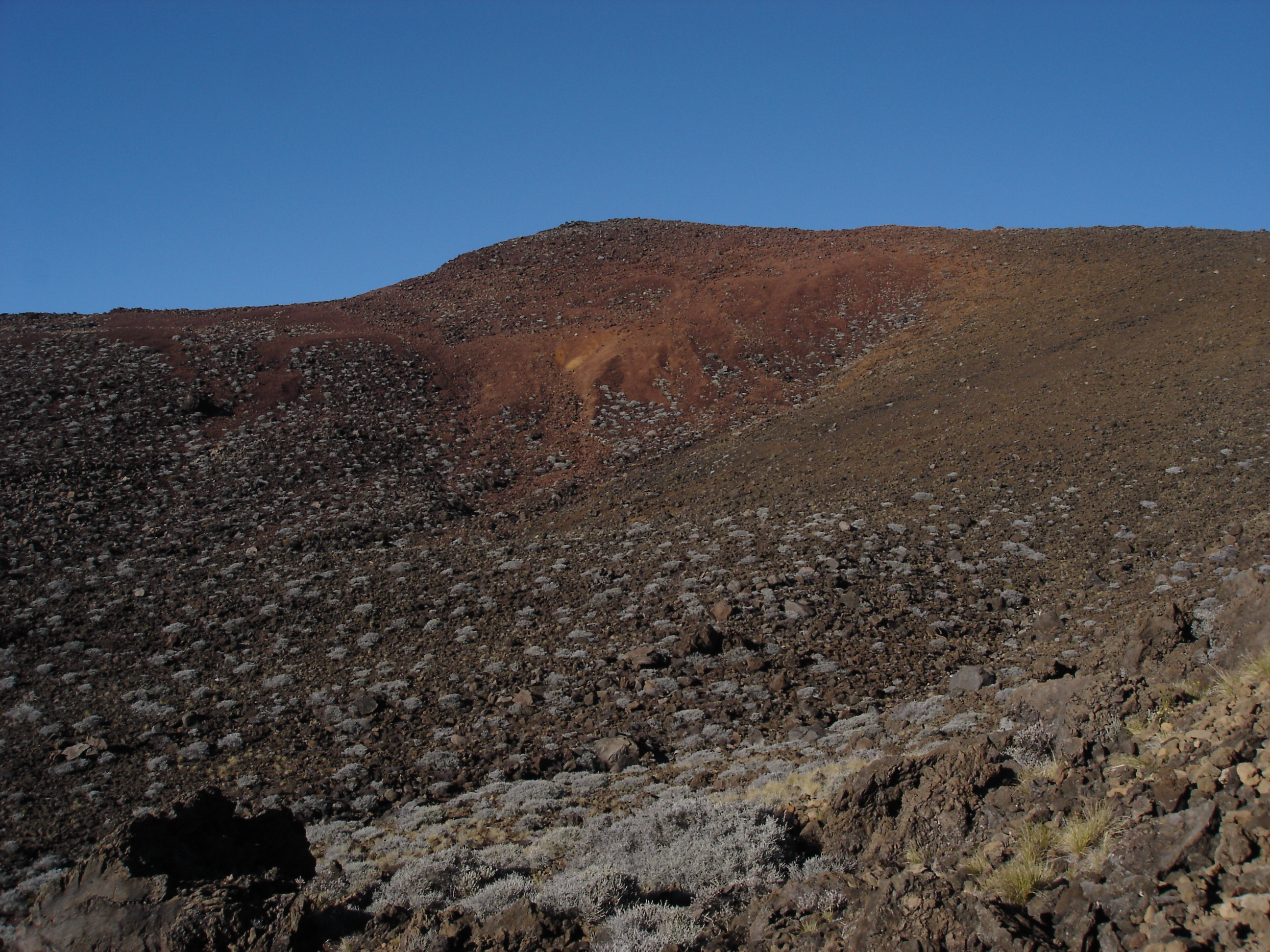
Depuis les derniers cinq cents mètres du sentier d'accès.
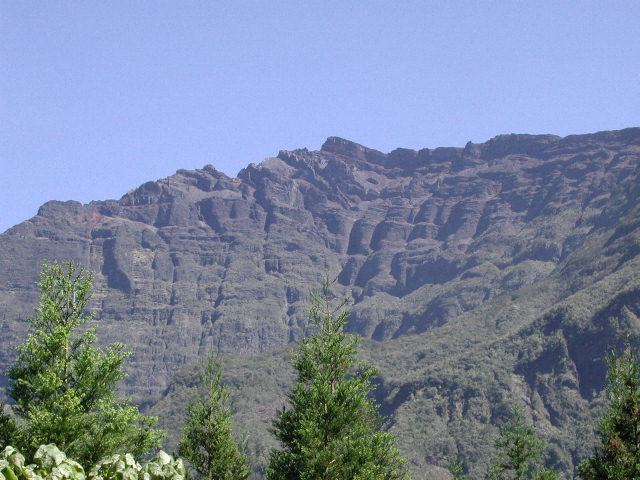
Depuis le cirque de Cilaos.
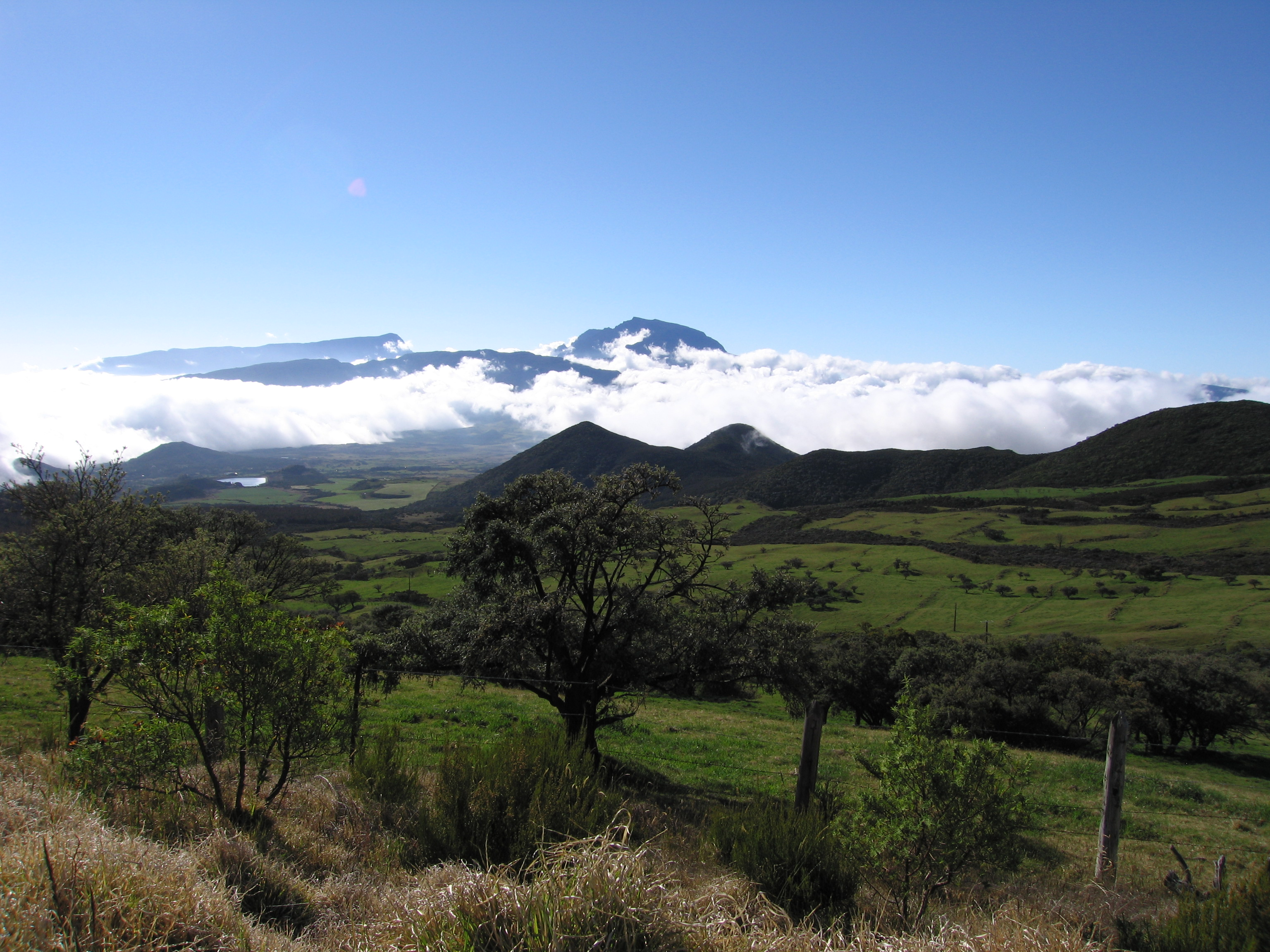
Depuis la plaine des Cafres.
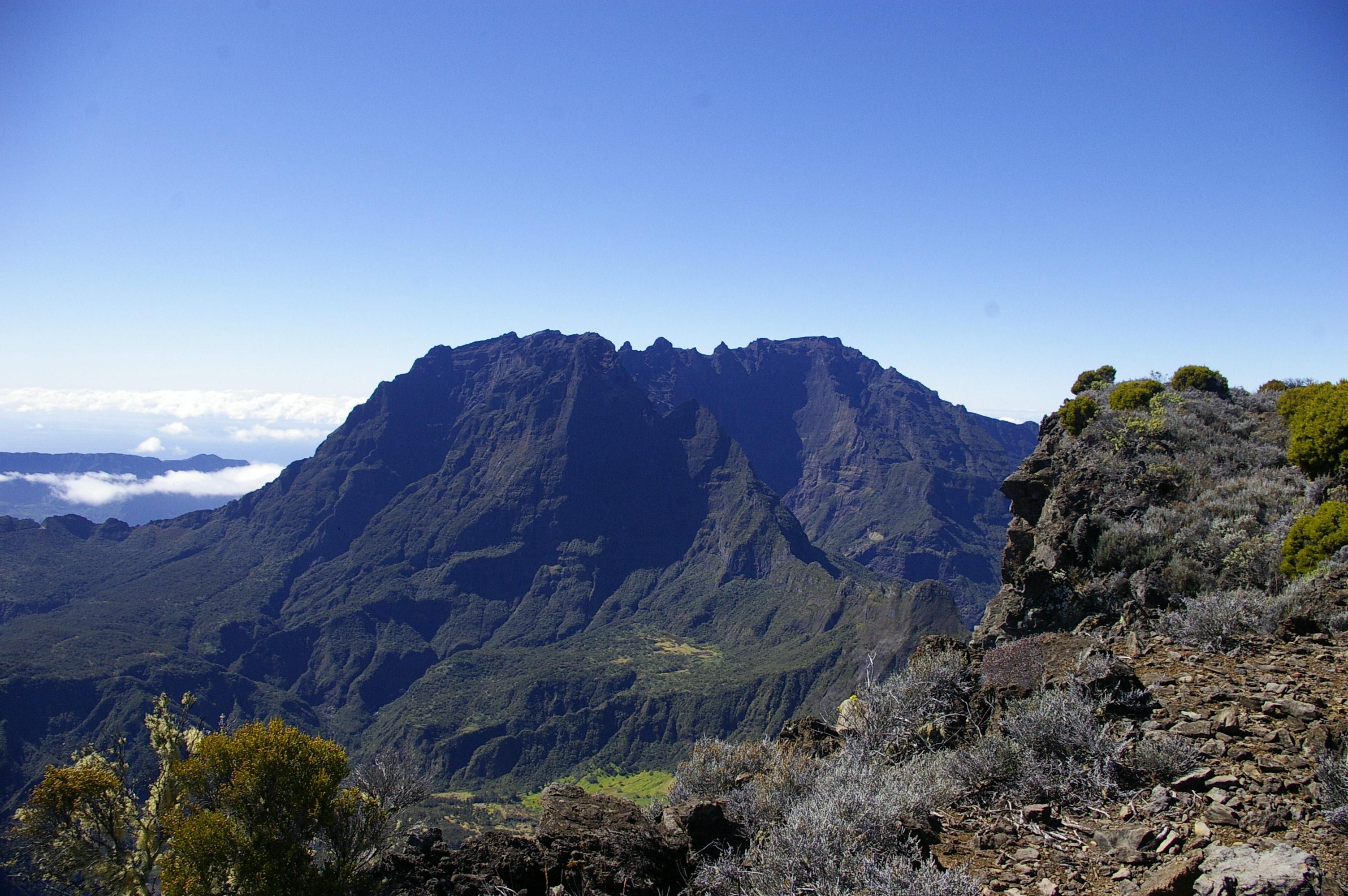
Depuis le Grand Bénare.

### Hébergement
Le seul gîte sur le piton des Neiges est celui situé peu avant son sommet : le refuge de la caverne Dufour.
Sur le sommet, il existe cinq ou six emplacements circulaires entourés de murets de pierre sèche permettant de poser une ou deux tentes à l'abri du vent. Cette possibilité tient plus du bivouac spartiate que du camping.

## Évaluation et prévention des risques
Le volcan est inactif depuis 12 000 ans. Néanmoins, à la suite du réveil du Chaitén, au Chili, en 2008 (après 9 000 ans d’inactivité), les volcanologues se penchent sur un possible réveil du piton des Neiges. Patrick Bachèlery, directeur du laboratoire Géosciences de l’université de La Réunion, estime que le piton pourrait se réveiller d’ici 100 à 10 000 ans, et précise que « le réveil du piton des Neiges ne se ferait pas brusquement. Il lui faudrait peut-être environ un an », le temps au magma de remonter depuis les profondeurs de la Terre. Il souligne toutefois que « les événements les plus rares sont les plus destructeurs ». Un programme de l’observatoire volcanologique du Piton de la Fournaise prévoit d’entourer l’île de La Réunion de sismomètres « afin de mieux détecter tous les mouvements des massifs volcaniques ».